# АЕС Бівер-Валлі
АЕС Бівер-Валлі — атомна електростанція на річці Огайо, що охоплює 400 га., біля Шиппінгпорта, штат Пенсільванія, США, 43 км., приблизно на північний захід від Пітсбурга. Електростанція Бівер-Валлі управляється Energy Harbor, а енергію виробляють два водо-водяних реактори Westinghouse Electric Company.
FirstEnergy оголосила, що планує закрити Beaver Valley у 2021 році без законодавчих послаблень або продажу іншій комунальній компанії. Однак нещодавно FirstEnergy оголосила, що завдяки рішенню губернатора Тома Вулфа приєднатися до Регіональної ініціативи щодо парникових газів компанія має намір зберегти об’єкт у роботі.

## Навколишнє населення
Комісія з ядерного регулювання визначає дві зони планування на випадок надзвичайних ситуацій навколо атомних електростанцій: зону впливу шлейфу радіусом 16 км, пов’язане в першу чергу з впливом та вдиханням радіоактивного забруднення, що передається повітрям, і зоною ковтання приблизно 80 км, пов’язаних насамперед із прийомом їжі та рідини, забрудненої радіоактивністю.
Населення США в радіусі 16 км згідно з аналізом даних перепису населення США для, площа Бівер-Веллі склала 114 514, що на 6,6% менше за десятиліття. У 2010 році населення США в радіусі 80 км склало 3 140 766 чол., що на 3,7 відсотка менше з 2000 року. Міста в радіусі 50 миль включають Піттсбург (27 миль, розташований вище за течією від станції). 

## Сейсмічний ризик
Оцінка Комісії з ядерного регулювання щорічного ризику землетрусу, достатнього для того, щоб спричинити пошкодження активної зони реактора в Бівер-Веллі, була Реактор 1: 1 з 20 833; Реактор 2: 1 з 45 455, згідно з дослідженням NRC, опублікованим у серпні 2010 року.

## Фесенгайм
Beaver Valley 1 використовувалася як еталонний проект для французької атомної станції у Фессенхаймі.

## Інформація про енергоблоки
| Енергоблок    | Тип реакторів | Потужність | Потужність | Початок будівництва | Енергетичний запуск | Введення в експлуа- тацію | Закриття |
| Енергоблок    | Тип реакторів | В мережу   | Брутто     | Початок будівництва | Енергетичний запуск | Введення в експлуа- тацію | Закриття |
| ------------- | ------------- | ---------- | ---------- | ------------------- | ------------------- | ------------------------- | -------- |
| Бівер-Валлі-1 | PWR           | 892 МВт    | 980 МВт    | 26.06.1970          | 14.06.1976          | 01.10.1976                |          |
| Бівер-Валлі-2 | PWR           | 885 МВт    | 980 МВт    | 03.05.1974          | 17.08.1987          | 17.11.1987                |          |